# Wallace Stegner
Wallace Earle Stegner (18 de febrero de 1909 - 13 de abril de 1993) fue un historiador, ambientalista, novelista y escritor de relatos breves norteamericano. Se le conoce como "el decano de los escritores del Oeste".

## Biografía
Creció en Great Falls (Montana), en Salt Lake City (Utah) y el sur de Saskatchewan, lugares de los que habló en su autobiografía Wolf Willow. Según expresó en su obra, vivió "en veinte sitios en ocho estados y en Canadá"
Mientras vivió en Utah se apuntó al escuadrón de boy Scouts de la Iglesia mormona (aunque no era mormón, sino presbiteriano). 
En 1930 se doctoró por la Universidad de Utah.

### Carrera Académica
Impartió clases de literatura en la Universidad de Wisconsin y en Harvard, hasta que decidió establecerse en la Universidad de Stanford. Allí fundó una escuela de escritura creativa. 
Algunos de los alumnos más conocidos que se formaron en esa escuela fueron: Sandra Day O'Connor, Edward Abbey, Wendell Berry, Thomas McGuane, Ken Kesey, Gordon Lish, Ernest Gaines, Larry McMurtry y Raymond Carver.

### Muerte
Stegner murió a causa de las lesiones que sufrió después de un accidente de automóvil el 28 de marzo de 1993 en Santa Fe, Nuevo México, cuando se dirigía a dicha ciudad para ofrecer una conferencia.

## Obras
Su obra de no-ficción (no traducida al español) incluye "Beyond the Hundredth Meridian: John Wesley Powell and the Second Opening of the West" (1954), una biografía sobre John Wesley Powell, y su subsecuente carrera como defensor de la naturaleza para la conservación del agua en el Oeste Americano.

### Novelas
- Remembering Laughter (1937)
- The Potter's House (1938)
- On a Darkling Plain (1940)
- Fire and Ice (1941)
- The Big Rock Candy Mountain (autobiográfica) (1943)
- Second Growth (1947)
- Joe Hill: A Biographical Novel (1950)
- A shooting star. Una estrella fugaz (1961) (Publicado en España por Plaza y Janés, 1964 ISBN 978-84-01-43108-1)
- All the Little Live Things (1967)
- Angle of Repose. Ángulo de reposo (1971) - Premio Pulitzer
- The Spectator Bird (1976) - Ganadora del National Book Award
- Recapitulation (1979)
- Crossing To Safety. En lugar seguro (1987)

### Colecciones
(Ninguna de las siguientes colecciones se ha traducido al español por el momento).
- The Women On the Wall (1950)
- The City of the Living: And Other Stories (1957)
- Writer's Art: A Collection of Short Stories (1972)
- Collected Stories of Wallace Stegner (1990)
- Late Harvest: Rural American Writing (1996) (con Bobbie Ann Mason)

### No-ficción
(Ninguna de las siguientes obras se ha traducido al español por el momento).
- Mormon Country (1942)
- One Nation (1945)
- Beyond the Hundredth Meridian: John Wesley Powell and the Second Opening of the West (1954)
- Wolf Willow: A History, a Story, and a Memory of the Last Plains Frontier (autobiografía) (1955)
- The Gathering of Zion: The Story of the Mormon Trail (1964)
- Teaching the Short Story (1966)
- The Sound of Mountain Water (1969)
- Discovery! The Search for Arabian Oil (1971)
- Writer in America (1982)
- Conversations With Wallace Stegner on Western History and Literature (1983)
- This Is Dinosaur: Echo Park Country And Its Magic Rivers (1985)
- American Places (1985)
- On the Teaching of Creative Writing (1988)
- The Uneasy Chair: A Biography of Bernard Devoto (1989)
- Where the Bluebird Sings to the Lemonade Springs, 'Living and writing in the west', (autobiogáfica) (1992)

### Breve bibliografía sobre Stegner (en inglés)
- 1982 Critical Essays on Wallace Stegner, edited by Anthony Arthur, G. K. Hall & Co.
- 1983 Conversations with Wallace Stegner on Western History and Literature, Wallace Stegner and Richard Etulain, University of Utah Press, Salt Lake City
- 1984 Wallace Stegner: His Life and Work by Jackson J. Benson
- 2008 Wallace Stegner and the American West by Philip L. Fradkin

## Premios
Ganó: 
- Tres premios O. Henry Awards,
- Dos premios Guggenheim Fellowship.
- 1937: Little, Brown Prize por Remembering Laughter
- 1967: Medalla de oro de la Commonwealth por All the Little Live Things
- 1972: Premio Pulitzer en el género de ficción por Angle of Repose / Ángulo de reposo. Para su escritura, se basó en las cartas de Mary Hallock Foote.[4]
- 1977: National Book Award por The Spectator Bird
- 1980: Premio Kirsch de Los Angeles Times por tu trayectoria profesional.
- 1990: Premio P.E.N. Center USA West por su trayectoria de trabajo.
- 1991: Premio de la California Arts Council por su trayectoria de trabajo.

### Reconocimientos
- Senior Fellow del National Institute of Humanities,
- Miembro del National Institute and Academy of Arts and Letters, y
- Miembro de la National Academy of Arts and Sciences.

A finales de los años 80 rechazó otro premio, la Medalla Nacional, concedida por la National Endowment for the Arts, ya que pensaba que esta asociación se había convertido en un ente muy politizado.